# Curling em cadeira de rodas nos Jogos Paralímpicos de Inverno de 2014
As competições de curling em cadeira de rodas nos Jogos Paralímpicos de Inverno de 2014 foram realizadas no Centro de Curling Cubo de Gelo, em Sóchi, entre os dias 8 e 15 de março.

## Calendário
| Março                       | 8 | 9 | 10 | 11 | 12 | 13 | 14 | 15 | 16 |
| --------------------------- | - | - | -- | -- | -- | -- | -- | -- | -- |
| Curling em cadeira de rodas |   |   |    |    |    |    |    | 1  |    |

|  | Dia de competição |  | Dia de final |

## Medalhistas
|  | CAN Canadá                                                         |  | RUS Rússia                                                                            |  | GBR Grã-Bretanha                                                  |
|  | Jim Armstrong Dennis Thiessen Ina Forrest Sonja Gaudet Mark Ideson |  | Andrey Smirnov Alexander Shevchenko Svetlana Pakhomova Marat Romanov Oxana Slesarenko |  | Aileen Nelson Gregor Ewan Robert McPherson Jim Gault Angie Malone |

## Equipes
| CAN Canadá | CHN China | FIN Finlândia | GBR Grã-Bretanha | NOR Noruega |
| --- | --- | --- | --- | --- |
| Capitão: Jim Armstrong Terceiro: Dennis Thiessen Segundo: Ina Forrest Primeiro: Sonja Gaudet Reserva: Mark Ideson                     | Capitão: Wang Haitao Terceiro: Zhang Qiang Segundo: Liu Wei Primeiro: Xu Gunagqin Reserva: He Jun                           | Capitão: Markku Karjalainen Terceiro: Sari Karjalainen Segundo: Vesa Hellman Primeiro: Tuomo Aarnikka Reserva: Mina Mojtahedi | Capitão: Aileen Neilson Terceiro: Gregor Ewan Segundo: Bob McPherson Primeiro: Jim Gault Reserva: Angie Malone         | Capitão: Rune Lorentsen Terceiro: Jostein Stordahl Segundo: Anne Mette Samdal Primeiro: Terje Rafdal Reserva: Sissel Løchen |
| RUS Rússia | SVK Eslováquia | KOR Coreia do Sul | SWE Suécia | USA Estados Unidos |
| Capitão: Andrei Smirnov Terceiro: Alexander Shevchenko Segundo: Svetlana Pakhomova Primeiro: Marat Romanov Reserva: Oksana Slesarenko | Capitão: Radoslav Ďuriš Terceiro: Branislav Jakubec Segundo: Dusan Pitoňák Primeiro: Monika Kunkelová Reserva: Alena Kánová | Capitão: Kim Myung-jin Terceiro: Kim Jong-pan Segundo: Seo Soon-seok Primeiro: Kang Mi-suk Reserva: Yun Hee-keong             | Capitão: Jalle Jungnell Terceiro: Glenn Ikonen Segundo: Patrik Kallin Primeiro: Kristina Ulander Reserva: Zandra Reppe | Capitão: Patrick McDonald Terceiro: David Palmer Segundo: Jimmy Joseph Primeiro: Penny Greely Reserva: Meghan Lino          |

## Primeira fase

### Classificação
|  | Equipes classificadas para as semifinais |
|  | Equipes eliminadas na primeira fase      |

| País               | Capitão            | V | D | PF | PS |
| ------------------ | ------------------ | - | - | -- | -- |
| RUS Rússia         | Andrei Smirnov     | 8 | 1 | 60 | 38 |
| CAN Canadá         | Jim Armstrong      | 7 | 2 | 66 | 42 |
| CHN China          | Wang Haitao        | 5 | 4 | 54 | 45 |
| GBR Grã-Bretanha   | Aileen Neilson     | 5 | 4 | 53 | 56 |
| SVK Eslováquia     | Radoslav Ďuriš     | 4 | 5 | 47 | 68 |
| USA Estados Unidos | Patrick McDonald   | 4 | 5 | 56 | 42 |
| SWE Suécia         | Jalle Jungnell     | 4 | 5 | 59 | 49 |
| KOR Coreia do Sul  | Kim Myung-jin      | 3 | 6 | 41 | 74 |
| NOR Noruega        | Rune Lorentsen     | 3 | 6 | 45 | 62 |
| FIN Finlândia      | Markku Karjalainen | 2 | 7 | 61 | 58 |

### Resultados
Todas as partidas seguem o horário local (UTC+4).
Primeira rodada
Sábado, 8 de março, 9:30
| Pista A                 | LSFE    | 1 | 2 | 3 | 4 | 5 | 6 | 7 | 8 | 9 | 10 | Final |
| ----------------------- | ------- | - | - | - | - | - | - | - | - | - | -- | ----- |
| RUS Rússia (Smirnov)    | Martelo | 0 | 1 | 1 | 0 | 1 | 1 | 0 | 1 |   |    | 5     |
| GBR Grã-Bretanha (Wang) |         | 1 | 0 | 0 | 1 | 0 | 0 | 2 | 0 |   |    | 4     |

| Pista B                  | LSFE    | 1 | 2 | 3 | 4 | 5 | 6 | 7 | 8 | 9 | 10 | Final |
| ------------------------ | ------- | - | - | - | - | - | - | - | - | - | -- | ----- |
| KOR Coreia do Sul (Kim]) |         | 0 | 0 | 0 | 0 | 0 | 0 | X | X |   |    | 0     |
| NOR Noruega (Lorentsen)  | Martelo | 0 | 0 | 2 | 3 | 1 | 4 | X | X |   |    | 10    |

| Pista C                    | LSFE    | 1 | 2 | 3 | 4 | 5 | 6 | 7 | 8 | 9 | 10 | Final |
| -------------------------- | ------- | - | - | - | - | - | - | - | - | - | -- | ----- |
| CAN Canadá (Armstrong)     | Martelo | 0 | 0 | 2 | 0 | 1 | 1 | 1 | 1 |   |    | 6     |
| GBR Grã-Bretanha (Neilson) |         | 1 | 1 | 0 | 1 | 0 | 0 | 0 | 0 |   |    | 3     |

| Pista D                      | LSFE    | 1 | 2 | 3 | 4 | 5 | 6 | 7 | 8 | 9 | 10 | Final |
| ---------------------------- | ------- | - | - | - | - | - | - | - | - | - | -- | ----- |
| SVK Eslováquia (Ďuriš)       |         | 2 | 1 | 0 | 0 | 1 | 1 | 0 | 1 |   |    | 6     |
| USA Estados Unidos (Neilson) | Martelo | 0 | 0 | 1 | 1 | 0 | 0 | 2 | 0 |   |    | 4     |

Segunda rodada
Sábado, 8 de março, 15:30
| Pista A                     | LSFE    | 1 | 2 | 3 | 4 | 5 | 6 | 7 | 8 | 9 | 10 | Final |
| --------------------------- | ------- | - | - | - | - | - | - | - | - | - | -- | ----- |
| SWE Suécia (Jungnell)       |         | 0 | 3 | 1 | 0 | 1 | 1 | 1 | 0 |   |    | 7     |
| FIN Finlândia (Karjalainen) | Martelo | 3 | 0 | 0 | 2 | 0 | 0 | 0 | 1 |   |    | 6     |

| Pista B                | LSFE    | 1 | 2 | 3 | 4 | 5 | 6 | 7 | 8 | 9 | 10 | Final |
| ---------------------- | ------- | - | - | - | - | - | - | - | - | - | -- | ----- |
| CAN Canadá (Armstrong) | Martelo | 0 | 1 | 0 | 2 | 0 | 1 | 0 | 1 |   |    | 5     |
| RUS Rússia (Smirnov)   |         | 1 | 0 | 1 | 0 | 1 | 0 | 1 | 0 |   |    | 4     |

| Pista C                       | LSFE    | 1 | 2 | 3 | 4 | 5 | 6 | 7 | 8 | 9 | 10 | Final |
| ----------------------------- | ------- | - | - | - | - | - | - | - | - | - | -- | ----- |
| USA Estados Unidos (McDonald) | Martelo | 0 | 1 | 0 | 3 | 0 | 1 | 0 | X |   |    | 5     |
| KOR Coreia do Sul (Kim)       |         | 3 | 0 | 3 | 0 | 2 | 0 | 1 | X |   |    | 9     |

| Pista D                 | LSFE    | 1 | 2 | 3 | 4 | 5 | 6 | 7 | 8 | 9 | 10 | Final |
| ----------------------- | ------- | - | - | - | - | - | - | - | - | - | -- | ----- |
| NOR Noruega (Lorentsen) |         | 0 | 1 | 0 | 0 | 1 | 1 | 0 | X |   |    | 3     |
| CHN China (Neilson)     | Martelo | 2 | 0 | 3 | 1 | 0 | 0 | 1 | X |   |    | 7     |

Terceira rodada
Domingo, 9 de março, 9:30
| Pista A                       | LSFE    | 1 | 2 | 3 | 4 | 5 | 6 | 7 | 8 | 9 | 10 | Final |
| ----------------------------- | ------- | - | - | - | - | - | - | - | - | - | -- | ----- |
| USA Estados Unidos (McDonald) | Martelo | 2 | 0 | 2 | 0 | 3 | 0 | 0 | 1 |   |    | 8     |
| NOR Noruega (Lorentsen)       |         | 0 | 1 | 0 | 2 | 0 | 1 | 1 | 0 |   |    | 5     |

| Pista B                    | LSFE    | 1 | 2 | 3 | 4 | 5 | 6 | 7 | 8 | 9 | 10 | Final |
| -------------------------- | ------- | - | - | - | - | - | - | - | - | - | -- | ----- |
| SWE Suécia (Jungnell)      |         | 0 | 0 | 1 | 0 | 3 | 0 | 0 | 0 |   |    | 4     |
| GBR Grã-Bretanha (Neilson) | Martelo | 1 | 0 | 0 | 1 | 0 | 2 | 1 | 1 |   |    | 6     |

| Pista C                | LSFE    | 1 | 2 | 3 | 4 | 5 | 6 | 7 | 8 | 9 | 10 | Final |
| ---------------------- | ------- | - | - | - | - | - | - | - | - | - | -- | ----- |
| CHN China (Wang)       |         | 0 | 1 | 0 | 1 | 1 | 0 | 0 | X |   |    | 3     |
| SVK Eslováquia (Ďuriš) | Martelo | 2 | 0 | 2 | 0 | 0 | 2 | 2 | X |   |    | 8     |

| Pista D                     | LSFE    | 1 | 2 | 3 | 4 | 5 | 6 | 7 | 8 | 9 | 10 | Final |
| --------------------------- | ------- | - | - | - | - | - | - | - | - | - | -- | ----- |
| FIN Finlândia (Karjalainen) | Martelo | 1 | 0 | 0 | 1 | 0 | 2 | 0 | X |   |    | 4     |
| RUS Rússia (Smirnov)        |         | 0 | 1 | 1 | 0 | 2 | 0 | 3 | X |   |    | 7     |

Quarta rodada
Domingo, 9 de março, 15:30
| Pista A                | LSFE    | 1 | 2 | 3 | 4 | 5 | 6 | 7 | 8 | 9 | 10 | Final |
| ---------------------- | ------- | - | - | - | - | - | - | - | - | - | -- | ----- |
| CAN Canadá (Armstrong) | Martelo | 1 | 0 | 1 | 1 | 2 | 0 | 1 | 1 |   |    | 7     |
| SWE Suécia (Jungnell)  |         | 0 | 2 | 0 | 0 | 0 | 2 | 0 | 0 |   |    | 4     |

| Pista C                     | LSFE    | 1 | 2 | 3 | 4 | 5 | 6 | 7 | 8 | 9 | 10 | Final |
| --------------------------- | ------- | - | - | - | - | - | - | - | - | - | -- | ----- |
| FIN Finlândia (Karjalainen) |         | 2 | 0 | 1 | 0 | 1 | 2 | 0 | 0 |   |    | 6     |
| SVK Eslováquia (Ďuriš)      | Martelo | 0 | 1 | 0 | 2 | 0 | 0 | 4 | 2 |   |    | 9     |

| Pista D                    | LSFE    | 1 | 2 | 3 | 4 | 5 | 6 | 7 | 8 | 9 | 10 | Final |
| -------------------------- | ------- | - | - | - | - | - | - | - | - | - | -- | ----- |
| GBR Grã-Bretanha (Neilson) |         | 1 | 1 | 1 | 0 | 0 | 0 | 5 | X |   |    | 8     |
| RUS Rússia (Smirnov)       | Martelo | 0 | 0 | 0 | 2 | 1 | 1 | 0 | X |   |    | 4     |

Quinta rodada
Segunda-feira, 10 de março, 9:30
| Pista A                 | LSFE    | 1 | 2 | 3 | 4 | 5 | 6 | 7 | 8 | 9 | 10 | Final |
| ----------------------- | ------- | - | - | - | - | - | - | - | - | - | -- | ----- |
| KOR Coreia do Sul (Kim) |         | 1 | 0 | 2 | 0 | 0 | 0 | 2 | 0 |   |    | 5     |
| RUS Rússia (Smirnov)    | Martelo | 0 | 1 | 0 | 1 | 1 | 1 | 0 | 3 |   |    | 7     |

| Pista B                       | LSFE    | 1 | 2 | 3 | 4 | 5 | 6 | 7 | 8 | 9 | 10 | Final |
| ----------------------------- | ------- | - | - | - | - | - | - | - | - | - | -- | ----- |
| USA Estados Unidos (McDonald) | Martelo | 0 | 1 | 0 | 1 | 0 | 0 | 0 | X |   |    | 2     |
| CAN Canadá (Armstrong)        |         | 1 | 0 | 2 | 0 | 2 | 1 | 1 | X |   |    | 7     |

| Pista C                     | LSFE    | 1 | 2 | 3 | 4 | 5 | 6 | 7 | 8 | 9 | 10 | 11 | Final |
| --------------------------- | ------- | - | - | - | - | - | - | - | - | - | -- | -- | ----- |
| FIN Finlândia (Karjalainen) | Martelo | 0 | 1 | 0 | 2 | 0 | 0 | 2 | 1 |   |    | 0  | 6     |
| NOR Noruega (Ďuriš)         |         | 1 | 0 | 2 | 0 | 2 | 1 | 0 | 0 |   |    | 2  | 8     |

| Pista D               | LSFE    | 1 | 2 | 3 | 4 | 5 | 6 | 7 | 8 | 9 | 10 | Final |
| --------------------- | ------- | - | - | - | - | - | - | - | - | - | -- | ----- |
| CHN China (Wang)      | Martelo | 2 | 2 | 0 | 3 | 1 | 0 | 0 | X |   |    | 8     |
| SWE Suécia (Jungnell) |         | 0 | 0 | 1 | 0 | 0 | 2 | 1 | X |   |    | 4     |

Sexta rodada
Segunda-feira, 10 de março, 15:30
| Pista A                    | LSFE    | 1 | 2 | 3 | 4 | 5 | 6 | 7 | 8 | 9 | 10 | Final |
| -------------------------- | ------- | - | - | - | - | - | - | - | - | - | -- | ----- |
| SVK Eslováquia (Ďuriš)     | Martelo | 2 | 0 | 0 | 0 | 0 | 0 | 0 | X |   |    | 2     |
| GBR Grã-Bretanha (Neilson) |         | 0 | 2 | 1 | 2 | 1 | 4 | 2 | X |   |    | 12    |

| Pista B                 | LSFE    | 1 | 2 | 3 | 4 | 5 | 6 | 7 | 8 | 9 | 10 | Final |
| ----------------------- | ------- | - | - | - | - | - | - | - | - | - | -- | ----- |
| KOR Coreia do Sul (Kim) |         | 1 | 0 | 0 | 1 | 0 | 0 | 0 | X |   |    | 2     |
| CHN China (Wang)        | Martelo | 0 | 3 | 1 | 0 | 3 | 1 | 3 | X |   |    | 11    |

| Pista C                | LSFE    | 1 | 2 | 3 | 4 | 5 | 6 | 7 | 8 | 9 | 10 | Final |
| ---------------------- | ------- | - | - | - | - | - | - | - | - | - | -- | ----- |
| RUS Rússia (Smirnov)   |         | 2 | 1 | 0 | 2 | 0 | 1 | 0 | 0 |   |    | 6     |
| NOR Noruega (McDonald) | Martelo | 0 | 0 | 1 | 0 | 1 | 0 | 1 | 2 |   |    | 5     |

| Pista D                 | LSFE    | 1 | 2 | 3 | 4 | 5 | 6 | 7 | 8 | 9 | 10 | 11 | Final |
| ----------------------- | ------- | - | - | - | - | - | - | - | - | - | -- | -- | ----- |
| CAN Canadá (Armstrong)  | Martelo | 2 | 0 | 2 | 0 | 0 | 2 | 0 | 0 |   |    | 0  | 6     |
| NOR Noruega (Lorentsen) |         | 0 | 1 | 0 | 1 | 1 | 0 | 2 | 1 |   |    | 2  | 8     |

Sétima rodada
Terça-feira, 11 de março, 09:30
| Pista B               | LSFE    | 1 | 2 | 3 | 4 | 5 | 6 | 7 | 8 | 9 | 10 | Final |
| --------------------- | ------- | - | - | - | - | - | - | - | - | - | -- | ----- |
| RUS Rússia (Smirnov)  | Martelo | 0 | 1 | 2 | 0 | 0 | 4 | 0 | X |   |    | 7     |
| SWE Suécia (Jungnell) |         | 1 | 0 | 0 | 1 | 1 | 0 | 1 | X |   |    | 4     |

| Pista C                     | LSFE    | 1 | 2 | 3 | 4 | 5 | 6 | 7 | 8 | 9 | 10 | Final |
| --------------------------- | ------- | - | - | - | - | - | - | - | - | - | -- | ----- |
| GBR Grã-Bretanha (Neilson)  |         | 0 | 0 | 1 | 0 | 0 | 3 | 0 | X |   |    | 4     |
| FIN Finlândia (Karjalainen) | Martelo | 1 | 4 | 0 | 3 | 5 | 0 | 0 | X |   |    | 13    |

| Pista D                    | LSFE    | 1 | 2 | 3 | 4 | 5 | 6 | 7 | 8 | 9 | 10 | 11 | Final |
| -------------------------- | ------- | - | - | - | - | - | - | - | - | - | -- | -- | ----- |
| KOR Coreia do Sul (Kim)    |         | 0 | 0 | 0 | 0 | 2 | 4 | 1 | X |   |    | 0  | 7     |
| SVK Eslováquia (Lorentsen) | Martelo | 1 | 1 | 1 | 1 | 0 | 0 | 0 | X |   |    | 2  | 4     |

Oitava rodada
Terça-feira, 11 de março, 15:30
| Pista A                | LSFE    | 1 | 2 | 3 | 4 | 5 | 6 | 7 | 8 | 9 | 10 | Final |
| ---------------------- | ------- | - | - | - | - | - | - | - | - | - | -- | ----- |
| CHN China (Wang)       |         | 1 | 1 | 1 | 1 | 0 | 1 | 0 | 0 |   |    | 5     |
| CAN Canadá (Armstrong) | Martelo | 0 | 0 | 0 | 0 | 3 | 0 | 4 | 1 |   |    | 8     |

| Pista B                    | LSFE    | 1 | 2 | 3 | 4 | 5 | 6 | 7 | 8 | 9 | 10 | Final |
| -------------------------- | ------- | - | - | - | - | - | - | - | - | - | -- | ----- |
| NOR Noruega (Lorentsen)    | Martelo | 0 | 1 | 0 | 0 | 0 | 2 | 0 | X |   |    | 3     |
| GBR Grã-Bretanha (Neilson) |         | 1 | 0 | 1 | 1 | 1 | 0 | 3 | X |   |    | 7     |

| Pista C                | LSFE    | 1 | 2 | 3 | 4 | 5 | 6 | 7 | 8 | 9 | 10 | Final |
| ---------------------- | ------- | - | - | - | - | - | - | - | - | - | -- | ----- |
| SWE Suécia (Jungnell)  |         | 2 | 2 | 0 | 0 | 1 | 0 | 4 | X |   |    | 9     |
| SVK Eslováquia (Ďuriš) | Martelo | 0 | 0 | 1 | 1 | 0 | 1 | 0 | X |   |    | 3     |

| Pista D                       | LSFE    | 1 | 2 | 3 | 4 | 5 | 6 | 7 | 8 | 9 | 10 | Final |
| ----------------------------- | ------- | - | - | - | - | - | - | - | - | - | -- | ----- |
| USA Estados Unidos (McDonald) |         | 1 | 0 | 1 | 3 | 0 | 1 | 1 | 0 |   |    | 7     |
| FIN Finlândia (Karjalainen)   | Martelo | 0 | 1 | 0 | 0 | 4 | 0 | 0 | 1 |   |    | 6     |

Nona rodada
Quarta-feira, 12 de março, 09:30
| Pista A                 | LSFE    | 1 | 2 | 3 | 4 | 5 | 6 | 7 | 8 | 9 | 10 | Final |
| ----------------------- | ------- | - | - | - | - | - | - | - | - | - | -- | ----- |
| NOR Noruega (Lorentsen) | Martelo | 0 | 0 | 1 | 0 | 0 | 3 | 0 | X |   |    | 4     |
| SVK Eslováquia (Ďuriš)  |         | 3 | 2 | 0 | 1 | 2 | 0 | 3 | X |   |    | 11    |

| Pista B                 | LSFE    | 1 | 2 | 3 | 4 | 5 | 6 | 7 | 8 | 9 | 10 | Final |
| ----------------------- | ------- | - | - | - | - | - | - | - | - | - | -- | ----- |
| CAN Canadá (Armstrong)  | Martelo | 0 | 3 | 2 | 0 | 1 | 0 | 4 | X |   |    | 10    |
| KOR Coreia do Sul (Kim) |         | 1 | 0 | 0 | 1 | 0 | 2 | 0 | X |   |    | 4     |

| Pista C                       | LSFE    | 1 | 2 | 3 | 4 | 5 | 6 | 7 | 8 | 9 | 10 | Final |
| ----------------------------- | ------- | - | - | - | - | - | - | - | - | - | -- | ----- |
| USA Estados Unidos (McDonald) | Martelo | 1 | 1 | 1 | 1 | 0 | 2 | 4 | X |   |    | 10    |
| CHN China (Wang)              |         | 0 | 0 | 0 | 0 | 2 | 0 | 0 | X |   |    | 2     |

| Pista D                    | LSFE    | 1 | 2 | 3 | 4 | 5 | 6 | 7 | 8 | 9 | 10 | Final |
| -------------------------- | ------- | - | - | - | - | - | - | - | - | - | -- | ----- |
| RUS Rússia (Smirnov)       | Martelo | 0 | 2 | 2 | 0 | 2 | 0 | 5 | X |   |    | 11    |
| GBR Grã-Bretanha (Neilson) |         | 0 | 0 | 0 | 1 | 0 | 1 | 0 | X |   |    | 2     |

Décima rodada
Quarta-feira, 12 de março, 15:30
| Pista A                       | LSFE    | 1 | 2 | 3 | 4 | 5 | 6 | 7 | 8 | 9 | 10 | Final |
| ----------------------------- | ------- | - | - | - | - | - | - | - | - | - | -- | ----- |
| SWE Suécia (Jungnell)         |         | 0 | 2 | 0 | 0 | 0 | 1 | 0 | X |   |    | 3     |
| USA Estados Unidos (McDonald) | Martelo | 1 | 0 | 1 | 3 | 2 | 0 | 1 | X |   |    | 8     |

| Pista B                     | LSFE    | 1 | 2 | 3 | 4 | 5 | 6 | 7 | 8 | 9 | 10 | Final |
| --------------------------- | ------- | - | - | - | - | - | - | - | - | - | -- | ----- |
| CHN China (Wang)            | Martelo | 2 | 0 | 2 | 0 | 0 | 3 | 1 | X |   |    | 8     |
| FIN Finlândia (Karjalainen) |         | 0 | 0 | 0 | 1 | 1 | 0 | 0 | X |   |    | 2     |

| Pista C                 | LSFE    | 1 | 2 | 3 | 4 | 5 | 6 | 7 | 8 | 9 | 10 | Final |
| ----------------------- | ------- | - | - | - | - | - | - | - | - | - | -- | ----- |
| NOR Noruega (Lorentsen) | Martelo | 1 | 0 | 2 | 0 | 2 | 0 | 0 | 0 |   |    | 5     |
| RUS Rússia (Smirnov)    |         | 0 | 2 | 0 | 1 | 0 | 1 | 1 | 1 |   |    | 6     |

Décima primeira rodada
Quinta-feira, 13 de março, 9:30
| Pista A                     | LSFE    | 1 | 2 | 3 | 4 | 5 | 6 | 7 | 8 | 9 | 10 | Final |
| --------------------------- | ------- | - | - | - | - | - | - | - | - | - | -- | ----- |
| FIN Finlândia (Karjalainen) |         | 2 | 0 | 1 | 0 | 2 | 0 | 1 | 0 |   |    | 6     |
| KOR Coreia do Sul (Kim)     | Martelo | 0 | 1 | 0 | 1 | 0 | 3 | 0 | 2 |   |    | 7     |

| Pista B                       | LSFE    | 1 | 2 | 3 | 4 | 5 | 6 | 7 | 8 | 9 | 10 | 11 | Final |
| ----------------------------- | ------- | - | - | - | - | - | - | - | - | - | -- | -- | ----- |
| GBR Grã-Bretanha (Neilson)    |         | 0 | 0 | 1 | 0 | 1 | 0 | 5 | 0 |   |    | 1  | 8     |
| USA Estados Unidos (McDonald) | Martelo | 2 | 1 | 0 | 2 | 0 | 1 | 0 | 1 |   |    | 0  | 7     |

| Pista C                | LSFE    | 1 | 2 | 3 | 4 | 5 | 6 | 7 | 8 | 9 | 10 | Final |
| ---------------------- | ------- | - | - | - | - | - | - | - | - | - | -- | ----- |
| SVK Eslováquia (Ďuriš) | Martelo | 0 | 0 | 0 | 0 | 0 | 0 | X | X |   |    | 0     |
| CAN Canadá (Armstrong) |         | 3 | 4 | 2 | 3 | 2 | 2 | X | X |   |    | 16    |

| Pista D                 | LSFE    | 1 | 2 | 3 | 4 | 5 | 6 | 7 | 8 | 9 | 10 | Final |
| ----------------------- | ------- | - | - | - | - | - | - | - | - | - | -- | ----- |
| SWE Suécia (Jungnell)   |         | 2 | 1 | 1 | 2 | 3 | 0 | 2 | X |   |    | 11    |
| NOR Noruega (Lorentsen) | Martelo | 0 | 0 | 0 | 0 | 0 | 1 | 0 | X |   |    | 1     |

Décima segunda rodada
Quinta-feira, 13 de março, 15:30
| Pista A                    | LSFE    | 1 | 2 | 3 | 4 | 5 | 6 | 7 | 8 | 9 | 10 | Final |
| -------------------------- | ------- | - | - | - | - | - | - | - | - | - | -- | ----- |
| GBR Grã-Bretanha (Neilson) |         | 0 | 0 | 1 | 0 | 0 | 1 | 1 | X |   |    | 3     |
| CHN China (Wang)           | Martelo | 1 | 1 | 0 | 3 | 1 | 0 | 0 | X |   |    | 6     |

| Pista B                | LSFE    | 1 | 2 | 3 | 4 | 5 | 6 | 7 | 8 | 9 | 10 | Final |
| ---------------------- | ------- | - | - | - | - | - | - | - | - | - | -- | ----- |
| SVK Eslováquia (Ďuriš) |         | 1 | 0 | 1 | 0 | 1 | 1 | 0 | 0 |   |    | 4     |
| RUS Rússia (Smirnov)   | Martelo | 0 | 1 | 0 | 1 | 0 | 0 | 3 | 2 |   |    | 7     |

| Pista C                 | LSFE    | 1 | 2 | 3 | 4 | 5 | 6 | 7 | 8 | 9 | 10 | Final |
| ----------------------- | ------- | - | - | - | - | - | - | - | - | - | -- | ----- |
| KOR Coreia do Sul (Kim) |         | 0 | 1 | 0 | 0 | 0 | 2 | 0 | X |   |    | 3     |
| SWE Suécia (Jungnell)   | Martelo | 3 | 0 | 5 | 1 | 2 | 0 | 2 | X |   |    | 13    |

| Pista D                  | LSFE    | 1 | 2 | 3 | 4 | 5 | 6 | 7 | 8 | 9 | 10 | Final |
| ------------------------ | ------- | - | - | - | - | - | - | - | - | - | -- | ----- |
| FIN Finlândia (Jungnell) | Martelo | 2 | 5 | 1 | 1 | 3 | 0 | X | X |   |    | 12    |
| CAN Canadá (Lorentsen)   |         | 0 | 0 | 0 | 0 | 0 | 1 | X | X |   |    | 1     |

## Fase final
|  | Semifinais | Semifinais       | Semifinais |  |  | Final               | Final               | Final               |
|  |            |                  |            |  |  |                     |                     |                     |
|  | 1          | RUS Rússia       | 13         |  |  |                     |                     |                     |
|  | 4          | GBR Grã-Bretanha | 4          |  |  |                     |                     |                     |
|  |            |                  |            |  |  | 1                   | RUS Rússia          | 3                   |
|  |            |                  |            |  |  | 2                   | CAN Canadá          | 8                   |
|  | 2          | CAN Canadá       | 5          |  |  |                     |                     |                     |
|  | 3          | CHN China        | 4          |  |  | Disputa pelo bronze | Disputa pelo bronze | Disputa pelo bronze |
|  |            |                  |            |  |  | 4                   | GBR Grã-Bretanha    | 7                   |
|  |            |                  |            |  |  | 3                   | CHN China           | 3                   |

### Semifinais
Sábado, 15 de março, 09:30
| Pista A                    | LSFE    | 1 | 2 | 3 | 4 | 5 | 6 | 7 | 8 | 9 | 10 | Final |
| -------------------------- | ------- | - | - | - | - | - | - | - | - | - | -- | ----- |
| RUS Rússia (Smirnov)       | Martelo | 1 | 3 | 0 | 7 | 1 | 0 | 1 | X |   |    | 13    |
| GBR Grã-Bretanha (Neilson) |         | 0 | 0 | 3 | 0 | 0 | 1 | 0 | X |   |    | 4     |

| Pista B                | LSFE    | 1 | 2 | 3 | 4 | 5 | 6 | 7 | 8 | 9 | 10 | Final |
| ---------------------- | ------- | - | - | - | - | - | - | - | - | - | -- | ----- |
| CAN Canadá (Armstrong) | Martelo | 1 | 1 | 0 | 1 | 0 | 0 | 2 | 0 |   |    | 5     |
| CHN China (Wang)       |         | 0 | 0 | 1 | 0 | 1 | 1 | 0 | 1 |   |    | 4     |

### Disputa do terceiro lugar
Sábado, 15 de março, 15:30
| Pista B                    | LSFE    | 1 | 2 | 3 | 4 | 5 | 6 | 7 | 8 | 9 | 10 | Final |
| -------------------------- | ------- | - | - | - | - | - | - | - | - | - | -- | ----- |
| GBR Grã-Bretanha (Neilson) | Martelo | 0 | 0 | 2 | 2 | 1 | 1 | 1 | X |   |    | 7     |
| CHN China (Wang)           |         | 1 | 2 | 0 | 0 | 0 | 0 | 0 | X |   |    | 3     |

### Final
Sábado, 15 de março, 15:30
| Pista A                | LSFE    | 1 | 2 | 3 | 4 | 5 | 6 | 7 | 8 | 9 | 10 | Final |
| ---------------------- | ------- | - | - | - | - | - | - | - | - | - | -- | ----- |
| RUS Rússia (Smirnov)   | Martelo | 2 | 0 | 0 | 0 | 0 | 0 | 1 | X |   |    | 3     |
| CAN Canadá (Armstrong) |         | 0 | 1 | 1 | 2 | 1 | 3 | 0 | X |   |    | 8     |